# بسوفوميتر
بسوفوميتر (بالإنجليزية: Psophometer)‏ هو أداة تُستخدم لقياس الضوضاء الملموسة في دائرة هاتفية.
يعتمد جوهر الجهاز على مقياس جهد فعلي حقيقي، الذي يقيس مستوى إشارة الضوضاء. وقد اُستخدام هذا المبدأ لأول مرة في البسوفومترات خلال ثلاثينيات القرن العشرين.
نظرًا لأن مستوى الضوضاء المُدرَك من قبل الإنسان أكثر أهمية بالنسبة للاتصالات الهاتفية من الجهد الفعلي، فإن البسوفوميتر الحديث يتضمن شبكة ترجيح لتمثيل هذا الإدراك. تختلف خصائص شبكة الترجيح بناءً على نوع الدائرة قيد الاختبار، سواء كانت الدائرة مخصصة لمعايير الكلام العادية (300 هرتز – 3.3 كيلوهرتز)، أو للصوت عالي الجودة المستخدم في البث (50 هرتز – 15 كيلوهرتز).

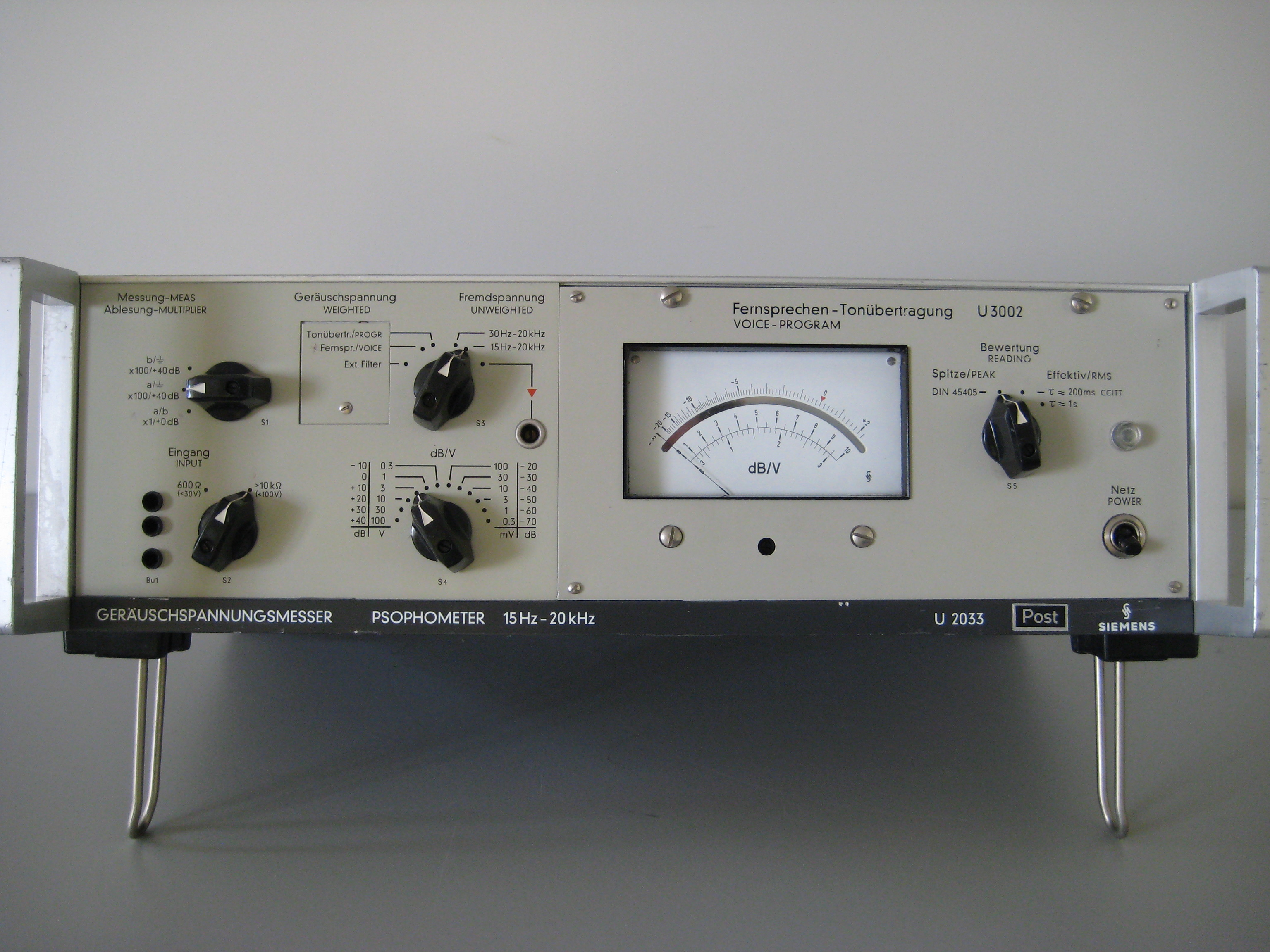
بسوفوميتر

## انظرأيضا
- مولد ضوضاء